# Otbert de Lieja
Otbert de Lieja (també Obert o Obbert), (mort a Lieja el 31 de gener de 1119) era canonge al capítol de la catedral de Sant Lambert, prebost de la col·legiata de la Santa Creu de Lieja i canonge de la col·legiata de Juda i Simó a Goslar. El 1091 fou elegit príncep-bisbe del principat de Lieja, un càrrec que va complir fins a la seva mort.
El rei Enric IV el va anomenar a l'inici de 1091 i l'arquebisbe de Colònia va confirmar-lo l'1 de febrer del 1092. Com va triar el costat del rei en la lluita de les investidures, el papa Urbà II va excomunicar-lo. Durant el seu regne va haver conflictes freqüents amb els monestirs que van triar el camp del papa.
Després del cop d'estat d'Enric V contra son pare, Otbert va acollir Enric IV a Lieja. En va, Enric V va assetjar de conquerir Lieja el 1106. Quan Enric IV va morir el 7 d'agost, Otbert va sebollir-lo provisionalment a la catedral abans de cedir el cos al fill. Al mateix any, Pasqual II va atacar-lo ajudat pel comte Robert de Flandes. En fracassar aquesta operació militar, va excomunicar Otbert. Poc després van reconciliar-se. Quan Enric V va rompre amb l'església de Roma el 1112, Otbert va restar-li fidel.
La contribució major d'Otbert a l'expansió territorial del principat va ser l'adquisició del ducat de Bouillon, que el duc Jofré li va vendre el 1082 a la vigília de la seva marxa per a la Primera Croada, segons els cronistes per 1300 marcs d'argent i 2 marcs d'or o 1500 lliures, una de les causes del conflicte amb les abadies que va despullar per a pagar la compra. El major conflicte va esclatar amb l'abadia de Saint-Hubert i l'Abadia de Sant Llorenç. A Sant Hubert, va prendre la tovalla de l'altar, brodat d'or i tres crucifixos d'or incrustats de gemmes. També va adquirir Couvin i Clermont de Balduí IV d'Hainaut en atorgar una prebenda per als seus fills. El 1104 va entrar en conflicte amb el capítol de Sant Llambert que li va retreure el seu abús del tresor de la catedral per a les seves operacions expansionistes sense respectar el dret dels canonges.
Va morir el 31 de gener de 1119 a Lieja on va ser sebollit.